# Мартишко Іван Максимович
Мартишко Іван Максимович (нар. 4 серпня 1931 р. в селі Довжик тоді Чупахівського району, Сумської області - пом.16 червня 2019 р. в м.Мостиська Львівської області) — державний службовець, письменник-гуморист.

## Біографія
В рідному селі Мартишко Іван Максимович закінчив 8 класів школи. Працював у колгоспі, допомагаючи матері-вдові, осиротілим сестрам і братові.
Свою трудову діяльність розпочав у 1950 році в будівельній бригаді Чупахівського цукрозаводу.
В 1952 році призваний на строкову службу в армію. Був командиром відділення, заступником командира взводу, старшиною учбової роти. В 1955 році демобілізувався.
Після служби в армії в 1956 році закінчив Чупахівську середню школу.
В цьому ж році вступив до Мало-Висторопського сільськогосподарського технікуму, який закінчив із відзнакою в 1959 році.
В 1966 році Іван Максимович закінчив Львівський зооветеринарний інститут.
З 1959 року по 1962 рік працював головним зоотехніком колгоспу в селі Керниця Городоцького району Львівської області.
Із 1962 по 1968 рік працював заступником голови колгоспу цього ж району.
Із 1968 року по 1971 рік — головою колгоспу ім. Я. Галана Мостиського району Львівської області.
Із 1971 року по 1983 рік був призначений головним державним інспектором по заготівлі і якості сільськогосподарської продукції Мостиського району Львівської області.
З 1983 року і до виходу на пенсію працював заступником голови Мостиської районної ради на Львівщині.

## Творча діяльність
Друкувався і друкується в багатьох сатиричних і гумористичних виданнях України.
Написав біля тринадцяти тисяч усмішок, третина з яких були опубліковані в різних виданнях, зокрема в газетах: «Наш край», «Сільські вісті», журналі «Перець».
Виступає з власними творами перед дітьми, молоддю.
Автор чотирьох книжок гумору, серед яких: «Так і живемо», «Ось такі ми, українці».

## Родина
Дружина — Мартишко Марія Мусіївна, 1937 року народження з села Хухра Охтирського району Сумської області, за фахом зоотехнік і бухгалтер. Мають три дочки: Лариса 1958 р. н. — медик, Світлана 1960 р. н. — педагог, Людмила 1962 р. н. — юрист, нотар; онуків.
Батько, Мартишко Максим Несторович 1901 року народження працював у колгоспі «Більшовик» с. Довжик на різних рядових роботах. 1 серпня 1941 року пішов на фронт. В 1945 році загинув.
Мати, Мартишко Наталія Петрівна 1905 року народження працювала в колгоспі на різних роботах. В 1944 році померла від тифу.
Мав двох сестер. Хоменко Галина Максимівна 1923 року народження, учасниця Другої світової війни, яка працювала вчителем в с. Оленинське, Мартишко Євдокія Максимівна 1925 року народження, працювала в колгоспі, одинока. Проживала в селищі міського типу Чупахівка. Був ще і брат Мартишко Михайло Максимович 1927 року народження, працював у Чупахівській «Сільгосптехніці», в 1977 році трагічно загинув.

## Нагороди і відзнаки
Нагороджений трьома державними нагородами[якими?].
1998 — Лауреат премії журналу «Перець».

## Книжкові видання
- Мартишко І. М. Так і живемо. — К: Видавництво «Просвіта». 2004. 192 с.
- Мартишко І. М. Ось такі ми українці! — м. Мостиська Львів. обл. 2009. 226 с.